# Hildegard Ramdohr
Hildegard Ramdohr geb. Kuhnen (* 3. Mai 1925 in Bendorf bei Koblenz; † 19. September 2023 in Aschersleben) war Vorsitzende des Förderkreises zur Restaurierung und Erhaltung der historischen Stadtbefestigungsanlage von Aschersleben e.V. und seit Januar 2012 Ehrenbürgerin der Stadt Aschersleben.

## Leben bis 1990
Geboren als Hildegard Gertrud Kuhnen im Jahr 1925, als älteste dreier Schwestern, zog sie mit ihrem Vater, der Ingenieur bei der Firma Junkers war, 1938 nach Aschersleben. Sie besuchte eine katholische Schule in der Ramdohrstraße und trat nie dem „Bund Deutscher Mädel“ bei. Nach Abschluss der Mittelschule absolvierte sie eine kaufmännische Lehre in den Junkerswerken und arbeitete dort als Handelsökonomin bis Kriegsende. 1945 siedelte sie ins zerstörte Köln um, wo sie am Gesundheitsamt arbeitete. Bereits 1946 kehrte sie zu ihrer Familie nach Aschersleben zurück. Im Oktober 1948 heiratete sie Gerhard Ramdohr. Ein Jahr später wurde Tochter Gabriele geboren. Die Eltern und Schwestern von Hildegard Ramdohr verließen 1949 die Sowjetische Besatzungszone, sie selbst jedoch blieb mit ihrer neuen Familie in Aschersleben.
1985 verstarb ihr Mann nach schwerer Krankheit. Im gleichen Jahr trat sie aus der Großhandelsgesellschaft Lebensmittel, wo sie 33 Jahre lang gearbeitet hatte, in den Ruhestand. Bis zur Wende arbeitete sie nun als Reiseleiterin, wobei sie nicht ins Ausland reisen durfte, da sie als bekennende Katholikin kein Mitglied der SED war und als politisch unzuverlässig galt.
Nach der Wende kümmerte sie sich um die Angehörigen der restlichen russischen Besatzungstruppe in Cochstedt. Ramdohr organisierte Verpflegung, praktische Hilfe und sammelte Spenden.

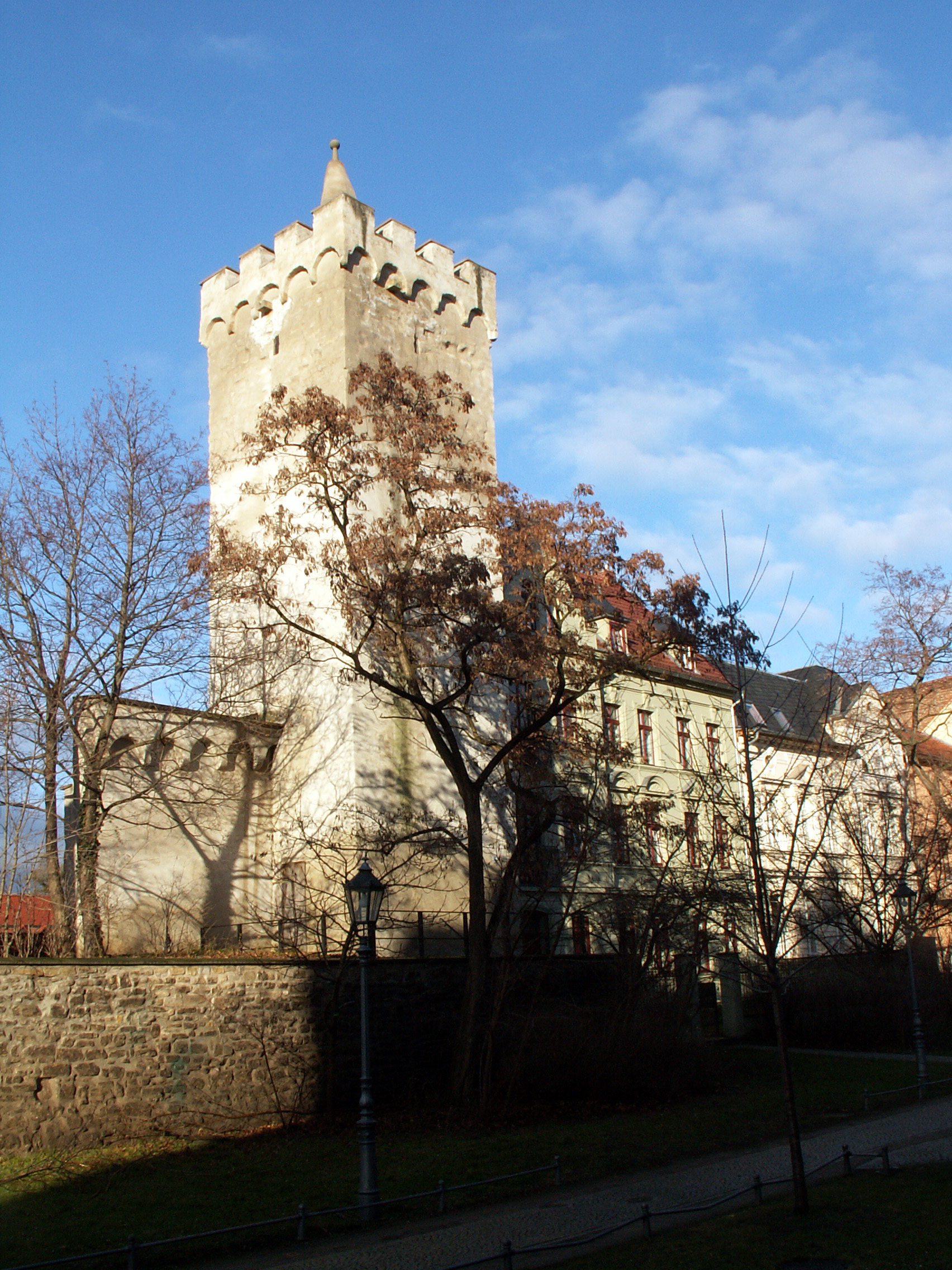
Teile der Stadtbefestigung

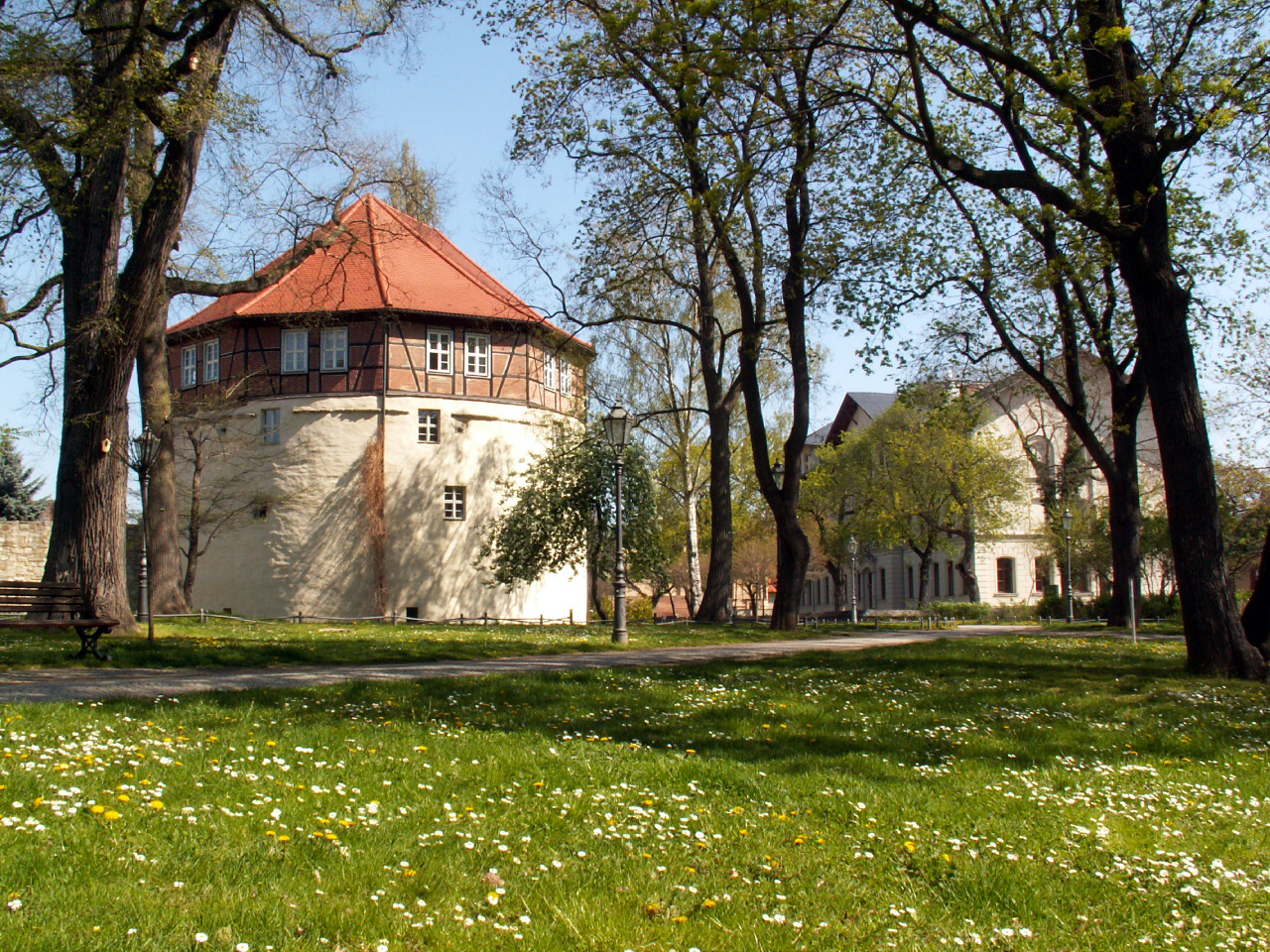
Das Rondell, Sitz des Förderkreises e.V.

## Wirken im Förderkreis
Während zur DDR-Zeit ein Förderkreis zur Restaurierung und Erhaltung der historischen Stadtbefestigungsanlage noch undenkbar war, konnte Ramdohr 1989 gemeinsam mit Siegrid Tabbert, Dorothee Mücksch und anderen dessen Gründung vorantreiben. Am 20. Juni 1990 fand im Ratssaal des Rathauses die Gründungsveranstaltung statt. Die Tätigkeit im Förderkreis wurde zu Hildegard Ramdohrs Lebensaufgabe. Aus dem Anfangskapital von 1700 Ostmark wurden dank ihres Engagements bald größere Summen, wofür sie mit mehreren Unterstützern die noch vorhandenen Betriebe besuchte, um erste Spenden für Sanierungsmaßnahmen einzuwerben.
Im Juli 1990 fuhr Ramdohr mit Siegrid Tabbert (Bürgermeisterin von Aschersleben 1990–1994) nach Hannover und Köln und traf ehemalige Aschersleber wie Richard Bestehorn, Nachfahre des einstigen Papierfabrikgründers H. C. Bestehorn (Ehrenbürger von Aschersleben seit April 1911), die den Verein durch weitere Spenden und Mitgliedschaft unterstützten. So hatte der Förderkreis zeitweise über 300 Mitglieder (Stand 2012 etwa 185). 1992 löste sie Siegrid Tabbert als Vorsitzende des Förderkreises ab. Zu Anfang hatte sie ihr Büro noch zu Hause, dann in der heutigen Montessori-Schule an der Herrenbreite, später zog der Förderkreis ins Rondell auf dem Dr.-Wilhelm-Külz-Platz, welches als erster der Stadttürme fertig saniert wurde.
Das Vereinskonto wuchs auch mit Hilfe der Sparkasse Aschersleben, die Silbermedaillen mit Aschersleber Motiven prägte. Ein Stadtführer mit dem Titel Aschersleben – Gang um die Alten Mauern von Gerald Große erschien 1993 im Mitteldeutschen Verlag, und ein Benefizkonzert mit Deborah Sasson und Gunther Emmerlich wurde organisiert. Alle Erlöse wurden für Maßnahmen zur Sanierung der historischen Stadtmauer verwendet. Dank Hildegard Ramdohr kamen bis 2012 rund 277.000 Euro an Spenden und Beiträgen zusammen, was am Ausmaß der vielen renovierten Abschnitte der Stadtbefestigungsanlage ersehen werden kann. Bis 2022 war sie zur Unterstützung der Mitarbeiter, für Korrespondenz und Buchhaltung des Vereins tätig. Eine Hauptsorge des Förderkreises war auch der Nordturm der Stephanikirche und der alte Glockenstuhl, weshalb das Glockenläuten auf ein Mindestmaß beschränkt wurde.
Nach Ramdohrs Tod am 19. September 2023 wurde seitens der katholischen Pfarrei St. Michael für den 27. September 2023 ein Requiem für die Verstorbene in der Heilig-Kreuz-Kirche und die anschließende Beerdigung anberaumt.

## Ehrungen
Hildegard Ramdohr erhielt einige Ehrungen für ihren Einsatz bei der Erhaltung der historischen Stadtbefestigungsanlage:
- 1997 Verdienstorden der Bundesrepublik Deutschland
- 2003 Ehrenmedaille der Stadt Aschersleben.
- 2011 MZ-Rose der Lokalredaktion der Mitteldeutschen Zeitung
- 2012 Ehrenbürger der Stadt Aschersleben (erste Frau mit dieser Auszeichnung)[3]
- 2014 Bundesverdienstkreuz 1. Klasse[4]
- 2022 Verdienstorden des Landes Sachsen-Anhalt[5]